# 夏道平
夏道平（1907年—1995年12月23日），湖北省大冶縣人，台灣著名經濟學家、政論家，曾任《自由中國》月刊主筆，一生以倡導自由民主和經濟自由理念為職志，是台灣自由主義知識份子的代表人物。

## 生平
夏道平家境殷實，自小聘請家庭教師至家中教導。他在杜星符的教導下，殿定良好的國學基礎。1929年，以同等學力考入国立武漢大學文學預科。二年後直升武漢大學經濟學系，畢業後留教擔任助教。因為抗戰爆發，跟隨武漢大學遷到重慶。
他曾至洛陽擔任軍隊文職軍官，後又至重慶，任職國民參政會經濟建設策進會研究室主任。因為參政會的副祕書長雷震經常主持經濟策進會的會議，對夏道平很賞識，兩人成為好友。抗戰結束後，國民政府還都南京，夏道平先生隨之到達南京。經雷震介紹，與胡適成為好友。
1949年，隨國民政府撤退，到達台北。1949年11月，與雷震在台北創辦《自由中國》月刊，夏道平在月刊上發表了相當多的文章。《自由中國》總共出刊二四九期，社論共有四百二十九篇，其中一百一十六篇是出自夏道平之手，其他尚有不少夏道平以本名或筆名寫的和譯的，以及早期刊出的若干短評。
1957年，友人詹紹啟從美國寄來雜誌，介紹米塞斯《反資本主義心境》一書的摘要，引起夏道平的興趣，他開始著手翻譯米塞斯的著作至台灣。米塞斯六本英文著作中，有三本經夏道平中譯出版。因為米塞斯的緣故，夏道平先生也翻譯了海耶克的著作－《個人主義與經濟秩序》（Individualism and Economic Order），以及威廉·洛卜克的《自由社會的經濟學》（Economics of the Free Society）。
1960年九月，中華民國政府查禁《自由中國》月刊。此後他專心於閱讀與翻譯海耶克的文章，不再針對政治公開發言。他與海耶克的弟子周德偉經常私底下往來與討論，曾在政治大學、東吳大學、輔仁大學、東海大學、銘傳商專等校任教，傳布自由經濟理念。退休之後，至中華經濟研究院擔任特約研究員。
夏道平晚年信奉基督教。

## 著作
- 《自由經濟學家的思與言》
- 《我在自由中國》

### 譯著
- 米塞斯《人的行為》
- 米塞斯《反資本主義的心理（英语：The Anti-Capitalistic Mentality）》
- 海耶克《個人主義與經濟秩序》
- 霍蒲孫《分配經濟學》
- 洛卜克《自由社會的經濟學》

## 外部連結
- 吳惠林〈金融風暴中緬懷自由經濟導師夏道平 〉